# Chiesa di San Martino Vescovo (Torreano)
La chiesa di San Martino Vescovo è la parrocchiale di Torreano, in provincia ed arcidiocesi di Udine; fa parte della forania del Friuli Orientale.

## Storia
Sembra che la primitiva cappella di Torreano sia sorta in epoca paleocristiana; tale edificio aveva l'altare maggiore rivolto a settentrione. Con il passare del tempo, però, la chiesetta si rivelò insufficiente a soddisfare le esigenze della popolazione e, in più, minacciava di crollare; venne così sostituita da una nuova, che fu consacrata nel 1595 dal patriarca Francesco Barbaro.
Nel XVIII secolo l'edificio subì un intervento di restauro, come accordato dal capitolo di Cividale del Friuli il 18 agosto 1724; l'8 giugno 1744 la chiesa divenne sede della locale cappellania curata e il 30 agosto 1760 le fu concesso l'altare privilegiato, pur rimanendo assoggettata alla pieve di Presento.
Il 25 agosto 1778, in seguito ad una disputa tra i comuni di Torreano, Costa di Soffumbergo e Canalutto e il capitolo di Cividale del Friuli, venne stabilito che i tre comuni summenzionati facessero costruire nel giro di un anno la canonica, che mantenessero la cura d'anime e che Canalutto e Costa non potessero avere un proprio cappellano indipendente da quello torreanese e che il curato risiedesse stabilmente a Torreano. Nel 1780 fu eretto il campanile.
Verso la metà del XIX secolo, a causa del notevole incremento della popolazione, si decise di riedificare la chiesa e il 27 aprile 1849 il capitolo di Cividale diede il via libera ai lavori; l'edificio attuale è frutto dunque del rifacimento condotto tra il 1851 e il 1852. La chiesa divenne parrocchiale nel 1950 e fu ridipinta nel 2008.

## Descrizione
La facciata della chiesa è tripartita da quattro paraste poggiati su basamenti tra loro raccordati e caratterizzate da capitelli tuscanici, che reggono il timpano,  che è in aggetto.
L'interno è ad un'unica navata con cappelle laterali introdotte da archi a tutto sesto e soffitto a botte, che è caratterizzato un dipinto; sono presenti delle paraste che sorreggono una trabeazione.